# Scream & Shout
Scream & Shout ist ein Lied der US-amerikanischen Musiker will.i.am und Britney Spears für das vierte Studioalbum #willpower. Das Lied ist nach Big Fat Bass, das für Spears’ Album Femme Fatale aufgenommen wurde, die zweite Zusammenarbeit der Künstler. Geschrieben wurde es von will.i.am und den belgischen Songwritern Jef Martens und Jean Baptiste, produziert wurde es von Jef Martens unter seinem Produzentennamen Lazy Jay mit zusätzlicher Nachproduktion von will.i.am.

## Hintergrund
Anfangs sollte das Lied Sexy Sexy heißen und am 15. Oktober 2012 veröffentlicht werden, dieser Termin wurde jedoch durch will.i.am verschoben, da Teile des Albums unerlaubterweise vorab schon veröffentlicht wurden. Scream & Shout feierte seine Radiopremiere am 19. November 2012. Das darauffolgende Musikvideo wurde im Oktober 2012 durch Ben Mor gedreht und feierte seine Premiere am 28. November 2012 bei der US-amerikanischen Version der Talentshow X Factor, wo Spears seit Sommer 2012 Mitglied der Jury ist. Das Lied enthält die Wörter „It’s Britney, Bitch!“ aus ihrer Hitsingle Gimme More aus dem Jahr 2007. Die Reaktionen auf das Lied waren gemischt, viele kritisieren den starken Gebrauch von Auto-Tune während andere ihn als einen dunklen Club-Track beschrieben. Es dient zudem als Titelsong für den TV-Werbespot für Kopfhörer von Beats by Dr. Dre Color.
Die Kollaboration erwies sich als weltweiter kommerzieller Erfolg. Besonders im europäischen Raum stieg die Single in vielen Ländern bis auf die Spitzenposition, beispielsweise in Deutschland, Italien und im Vereinigten Königreich, aber auch in Kanada und Neuseeland und stand zudem in zahlreichen Ländern in den Top-10. In den Vereinigten Staaten erreichte der Song Platz 3.
Ende Februar 2013 gab der deutsche Sender ProSieben bekannt, dass Scream & Shout das Titellied zur 8. Staffel der Castingshow Germany’s Next Topmodel wird.

## Rezeption

### Chartplatzierungen
In Deutschland erreichte Scream & Shout am 31. Dezember 2012 aufgrund digitaler Verkäufe auf Anhieb Platz 10 der Singlecharts und stieg in seiner vierten Woche letztendlich auf Platz 1, wo es sich neun Wochen halten konnte. Es ist Spears’ dritter Nummer-eins-Hit in Deutschland und der erste seit Lucky, 13 Jahre zuvor. Für will.i.am ist es der erste Hit als Solokünstler, der in Deutschland die Nummer-eins-Position erreicht. Im Vereinigten Königreich debütierte das Lied auf Platz 2 und sprang später auf Platz 1. Es wurde will.i.ams vierter Top-5-Hit in Folge. Außerdem ist es der erste Top-5-Hit für Spears seit ihrer Single Womanizer, welche die Höchstposition von Platz 3 2008 erreichte. In den Vereinigten Staaten debütierte Scream & Shout auf Platz 12 der Hot 100 Charts, nachdem es in der Vorwoche in den Billboard Bubbling Under Hot 100 Singles Platz 3 erreichte. In der gleichen Woche schaffte das Lied auch den Sprung von Platz 66 auf Platz 1 der digitalen Verkäufe. Nach einigen Wochen erreichte die Single mit Platz 3 ihren Höchststand.
| ChartsChartplatzierungen       | Höchstplatzierung | Wochen |
| ------------------------------ | ----------------- | ------ |
| Deutschland (GfK)              | 1 (51 Wo.)        | 51     |
| Österreich (Ö3)                | 1 (40 Wo.)        | 40     |
| Schweiz (IFPI)                 | 1 (43 Wo.)        | 43     |
| Vereinigte Staaten (Billboard) | 3 (24 Wo.)        | 24     |
| Vereinigtes Königreich (OCC)   | 1 (35 Wo.)        | 35     |

| ChartsJahrescharts (2012)    | Platzierung |
| ---------------------------- | ----------- |
| Vereinigtes Königreich (OCC) | 78          |

| ChartsJahrescharts (2013)      | Platzierung |
| ------------------------------ | ----------- |
| Deutschland (GfK)              | 3           |
| Österreich (Ö3)                | 3           |
| Schweiz (IFPI)                 | 6           |
| Vereinigte Staaten (Billboard) | 23          |
| Vereinigtes Königreich (OCC)   | 18          |

| ChartsJahrescharts (2010–2019) | Platzierung |
| ------------------------------ | ----------- |
| Österreich (Ö3)                | 73          |

### Auszeichnungen für Musikverkäufe
| Land/Region                  | Auszeichnungen für Musikverkäufe (Land/Region, Auszeichnung, Verkäufe) | Verkäufe  |
| ---------------------------- | ---------------------------------------------------------------------- | --------- |
| Australien (ARIA)            | 6× Platin                                                              | 420.000   |
| Belgien (BRMA)               | 2× Platin                                                              | 60.000    |
| Brasilien (PMB)              | Diamant                                                                | 250.000   |
| Dänemark (IFPI)              | Platin                                                                 | 30.000    |
| Deutschland (BVMI)           | 4× Platin                                                              | 1.200.000 |
| Finnland (IFPI)              | —                                                                      | 20.932    |
| Frankreich (SNEP)            | Platin                                                                 | 205.800   |
| Italien (FIMI)               | 4× Platin                                                              | 120.000   |
| Mexiko (AMPROFON)            | 5× Gold                                                                | 150.000   |
| Neuseeland (RMNZ)            | 3× Platin                                                              | 45.000    |
| Österreich (IFPI)            | Platin                                                                 | 30.000    |
| Schweden (IFPI)              | 3× Platin                                                              | 120.000   |
| Schweiz (IFPI)               | 2× Platin                                                              | 60.000    |
| Spanien (Promusicae)         | Platin                                                                 | 60.000    |
| Vereinigte Staaten (RIAA)    | 3× Platin                                                              | 3.000.000 |
| Vereinigtes Königreich (BPI) | 2× Platin                                                              | 1.300.000 |
| Insgesamt                    | 1× Gold · 35× Platin · 1× Diamant ·                                    | 7.071.732 |

Hauptartikel: Will.i.am/Auszeichnungen für Musikverkäufe